# Kluski negros
Los kluski negros, también llamados kluski polacos o kluski de hierro (en polaco kluski czarne,  kluski polskie, polske knedle o kluski żelazne) son una variedad de kluski populares en Silesia. Además de patatas picadas y harina, la masa también contiene almidón de patata, que le aporta color.
Se diferencian de los kluski blancos de Silesia en que normalmente no se hacen con puré de patatas cocidas, sino con patatas crudas ralladas. En las bodas y otras fiestas tradicionales de Silesia se sirven kluski blancos y negros. Según la tradición, se deben servir en números impares.
Son un tipo de bola de masa hechos principalmente de papas ralladas crudas mezcladas con un poco de papa cocida, harina de patata y a veces un toque de almidón, lo que les da una textura algo más densa y el color gris oscuro o marrón, que es lo que les da su nombre de "negros". No llevan colorante, ese tono sale naturalmente de la oxidación de las papas crudas ralladas.
Son típicos acompañantes de platos de carne con salsas espesas, como guisos o estofados, sobre todo en comidas caseras o en celebraciones familiares.